# Nicolas Jadelot
Nicolas Jadelot, né à Pont-à-Mousson le 5 octobre 1738 et mort le 25 juin 1793 à Nancy, est un médecin, professeur d'anatomie et de physiologie à l'Université de Nancy. 

## Biographie
Petit-fils d'un apothicaire et fils aîné de Joseph Jadelot, professeur d'anatomie et doyen de la Faculté de médecine de Pont-à-Mousson, Jean Nicolas Jadelot suit des études de médecine ; il est nommé à la chaire d’anatomie et de physiologie de la faculté de Nancy par lettres patentes du duc de Lorraine Stanislas Leszczynski en 1763.
Il est médecin à l’hôpital, membre de la Société royale des sciences et belles-lettres de Nancy en 1770, ainsi que du Collège royal de médecine.
Membre associé "régnicole" de la Société royale de Médecine, il lui adresse un Mémoire médicinal sur la Lorraine, un mémoire précurseur des topographies médicales que la Société Royale de médecine demande à son réseau de médecins de constituer. Une version enrichie de ce Mémoire est publiée en 1779 et constitue le premier volume de la collection des mémoires de la Société royale de médecine. 

## Œuvres
- Sur les causes de la pulsation des artères, 1771 Lire en ligne sur Gallica
- en collaboration avec Arnauld-Eloi Gautier d'Agoty : Cours complet d'anatomie peint et gravé en couleurs naturelles, Nancy, 1773 Lire en ligne sur Medic@
- Mémoire de la Lorraine, Paris, 1779
- Physica hominis sani, seu explicatio functionum corporis humani, 1781.
- Pharmacopée des pauvres ou formules des médicaments les plus usuels dans le traitement des maladies du peuple, Nancy, 1784. Lire en ligne sur Gallica.
- Tableau de l'économie animale, Nancy, 1789.
- Adresse à nos seigneurs de l’assemblée nationale sur la nécessité et les moyens de perfectionner l’enseignement de la médecine, Nancy, 1790.

## Sources
- Louis Claude Eugène Dubret, Les Jadelot professeurs aux Facultés de médecine de Pont-à-Mousson et de Nancy (1724-1793), Nancy, 1937, 180 p.
- Alain Larcan, « Nicolas Jadelot, anatomiste, physiologiste et réformateur des études médicales: un esprit humaniste au siècle des Lumières », Stanislas et son Académie : actes du colloque du 250e anniversaire de l'Académie de Stanislas, Nancy, Presses universitaires de Nancy, 2001, p. p. 165-174.
- Nicolas Didelot, La pharmacie et les médicaments dans la famille Jadelot. La Pharmacopée des pauvres de Nicolas Jadelot 1784, thèse de diplôme d'État de docteur en pharmacie, Nancy, 2005, 136 p. ; compte-rendu par Pierre Labrude. « De l'apothicairerie à la médecine, une famille lorraine : les Jadelot et leurs oeuvres médico-pharmaceutiques », Revue d'histoire de la pharmacie, vol. 94, n° 349, 2006, p. 129-130 Lire en ligne.
- Pierre Labrude et Nicolas Didelot, « La Pharmacopée des pauvres du professeur Nicolas Jadelot à Nancy en 1784 et 1785 », Histoire des Sciences Medicales, vol. 44, n° 2, 2010, p. 167-170 Lire en ligne.